# 崇明街道
崇明街道是中华人民共和国江苏省鎮江市句容市下辖的一个街道办事处。
2013年9月23日，江苏省人民政府批复同意撤销华阳镇，以原华阳镇的红旗、马扎里、梅花、河滨、东风、东门、红星、甲城、茅山、中凌、葛仙、新村、建新13个居委会区域，设立崇明街道办事处，街道办事处驻西城巷23号。

## 行政区划
崇明街道下辖以下村级行政区划单位：
东门社区、东风社区、红旗社区、茅山社区、红星社区、建新社区、葛仙社区、马扎里社区、河滨社区、甲城社区、中凌社区、新村社区和梅花社区。